# Neohirasea asper
Neohirasea asper is een wandelende tak uit de familie Lonchodidae. De wetenschappelijke naam van deze soort is voor het eerst voorgesteld als Paramenexenus asper door Josef Redtenbacher in een publicatie uit 1908.
De soort komt in China en Vietnam voor.